# Filialkirche Stadl-Kicking

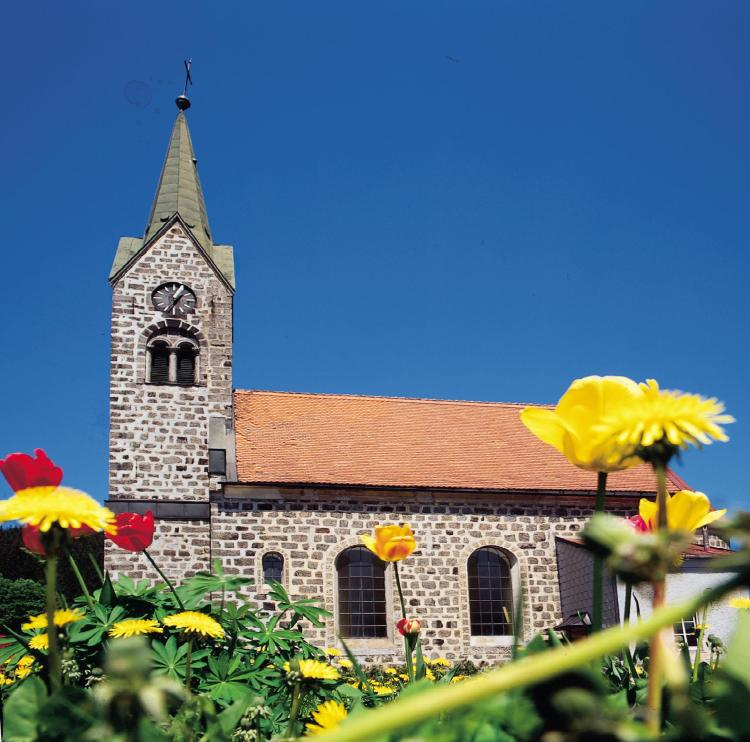
Kath. Filialkirche Schmerzhafte Muttergottes in Stadl in Engelhartszell

Die römisch-katholische Filialkirche Stadl-Kicking steht im Ort Stadl in der Gemeinde Engelhartszell im Bezirk Schärding in Oberösterreich. Die auf die heilige Schmerzhafte Muttergottes geweihte Kirche gehört zum Dekanat Peuerbach in der Diözese Linz. Die Kirche steht unter Denkmalschutz.

## Geschichte
Die Orgel erbaute Josef Breinbauer 1870. Das Werk umfasst 7 Register auf einem Manual und Pedal. Die überwiegend steinsichtig mit Granit grob gemauerte Kirche wurde 2005/2006 als Filialkirche der Pfarrkirche Vichtenstein außen restauriert.